# Jean Rangouse
Jean Rangouse (Tolosa de Llenguadoc, 1534-1569) fou un poeta i músic llenguadocià.
Va ser conseller del Parlament de la seva ciutat natal i va estar unit per una estreta amistat amb Ronsard, al que havia conegut en un viatge que Rangouse va fer a París, però a causa d'una rivalitat amorosa renyiren ambdós més tard.
Rangouse va compondre un gran nombre de balades, pastorel·les, etc., que foren populars durant molt de temps. També va posar en música les poesies galants de Ronsard.